# Economia do Sudão
Até à segunda metade de 2008, a economia do Sudão cresceu vigorosamente apoiada nos altos preços e no crescimento da produção de petróleo, além de um elevado fluxo de investimento externo. O crescimento econômico superou os 10% ao ano entre 2006 e 2007.
Desde 1997 o Sudão tem trabalhado com o Fundo Monetário Internacional com vistas a implementar reformas macroeconômicas, incluindo a administração de uma taxa de câmbio flutuante. Desde janeiro de 2007 a moeda do país é a libra sudanesa, que substituiu o dinar sudanês na proporção de 1 libra para cada 100 dinares.

## Comércio Exterior
Em 2020, o país foi o 118º maior exportador do mundo (US $ 5,1 bilhões). Já nas importações, em 2019, foi o 111º maior importador do mundo: US $ 6,6 bilhões.
As Exportações sudanesas foram de US$ 8,47 bilhões em 2009. Os principais parceiros comerciais do país são a República Popular da China (48% das exportações), o Japão (32,2%), e a Indonésia (5,3%).

## Setor primário

### Agricultura

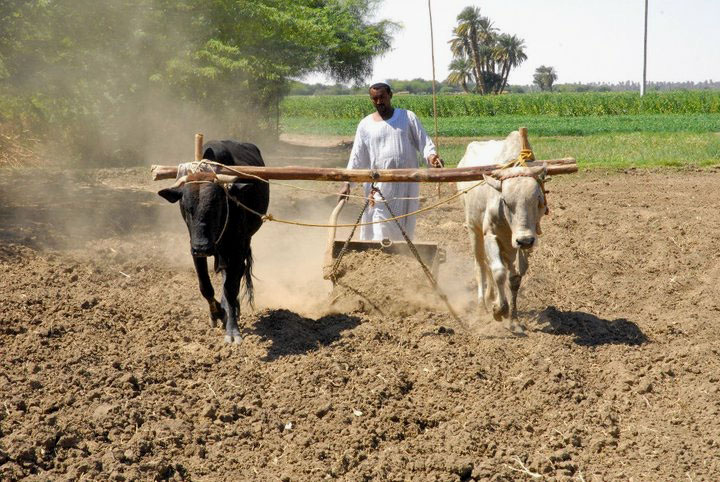
Agricultura

A economia do Sudão é baseada na agricultura, especialmente nas regiões mais úmidas do sul do país ou na região centro e norte, nas áreas próximas ao rio Nilo. O principal produto agrícola é o algodão.
O Sudão produziu, em 2018:
- 5,9 milhão de toneladas de cana de açúcar;
- 4,9 milhão de toneladas de sorgo (3.º maior produtor do mundo, somente atrás de EUA e Nigéria);
- 2,8 milhão de toneladas de amendoim (4.º maior produtor do mundo, somente atrás de China, Índia e Nigéria);
- 2,6 milhão de toneladas de milhete (3.º maior produtor do mundo, somente atrás de Índia e Niger);
- 1,5 milhão de toneladas de cebola (11.º maior produtor do mundo);
- 981 mil toneladas de gergelim (maior produtor do mundo);
- 951 mil toneladas de banana;
- 907 mil toneladas de manga (incluindo mangostim e goiaba);
- 674 mil toneladas de tomate;
- 595 mil toneladas de trigo;
- 442 mil toneladas de batata;
- 440 mil toneladas de tâmara (7.º maior produtor do mundo);
- 304 mil toneladas de quiabo;
- 283 mil toneladas de limão;
- 240 mil toneladas de pepino;
- 234 mil toneladas de grapefruit;
- 234 mil toneladas de batata doce;
- 187 mil toneladas de inhame;
- 172 mil toneladas de melancia;
- 161 mil toneladas de laranja;
- 160 mil toneladas de algodão;

Além de produções menores de outros produtos agrícolas.

### Pecuária
Em 2019, o Sudão produziu 2,9 bilhões de litros de leite de vaca, 1,1 bilhões de litros de leite de cabra (3º maior produtor do mundo), 415 milhões de litros de leite de ovelha (10º maior produtor do mundo), 62 milhões de litros de leite de camela, 388 mil toneladas de carne bovina, 265 mil toneladas de carne de cordeiro, 146 mil toneladas de carne de camelo, 120 mil toneladas de carne de cabra, 75 mil toneladas de carne de frango, entre outros.

## Setor secundário

### Indústria
O Banco Mundial lista os principais países produtores a cada ano, com base no valor total da produção. Pela lista de 2009, o Sudão tinha a 105ª indústria mais valiosa do mundo (US $ 2,8 bilhões).
Em 2018, o país foi o 5º maior produtor mundial de óleo de amendoim (177,8 mil toneladas).

### Mineração
Em 2019, o país era o 13º maior produtor mundial de ouro.

### Energia
Nas energias não-renováveis, em 2020, o país era o 48º maior produtor de petróleo do mundo, extraindo 64,7 mil barris/dia. Em 2011, o país consumia 95,5 mil barris/dia (79º maior consumidor do mundo). O país foi o 38º maior exportador de petróleo do mundo em 2010 (97,2 mil barris/dia). O país não produz gás natural. O país não produz carvão.

## Petróleo
Um setor relativamente novo e em rápida expansão na economia sudanesa é o petróleo. Apesar da exploração ter começado nos anos 1960, não foram encontrados poços com grandes reservas antes dos anos 1990. A produção petrolífera começa em 1993, com apenas 2.000 barris diários. Rapidamente a renda obtida pela exportação de petróleo se torna alvo de disputa entre as províncias petrolíferas e o Governo Federal (Kartum), adicionando um novo elemento a disputas regionais históricas.
Recentemente as reservas sudanesas foram reavaliadas para 6 bilhões de barris provados recuperáveis.

### Os interesses internacionais
Em 2005 a produção foi de 379.000 barris por dia e em 2006 já ultrapassou os 500.000 b/d. Como os Estados Unidos iniciou sanções com o Sudão desde 1997, suas petrolíferas se retiraram do país neste ano, sendo substituídas por empresas de outros países como a TotalEnergies (França), KFPC (Kuwait), ONGC (Índia), Petronas (Malásia) e CNPC (China).
A CNPC é controladora do consórcio Greater Nile Petroleum Operating Company (GNPOC), que inclui a Total, a ONGC e a Sudapet (estatal sudanesa). A GNPOC é responsável pela maior parte da produção sudanesa, controlando os blocos 1, 2 e 4.